# King Country

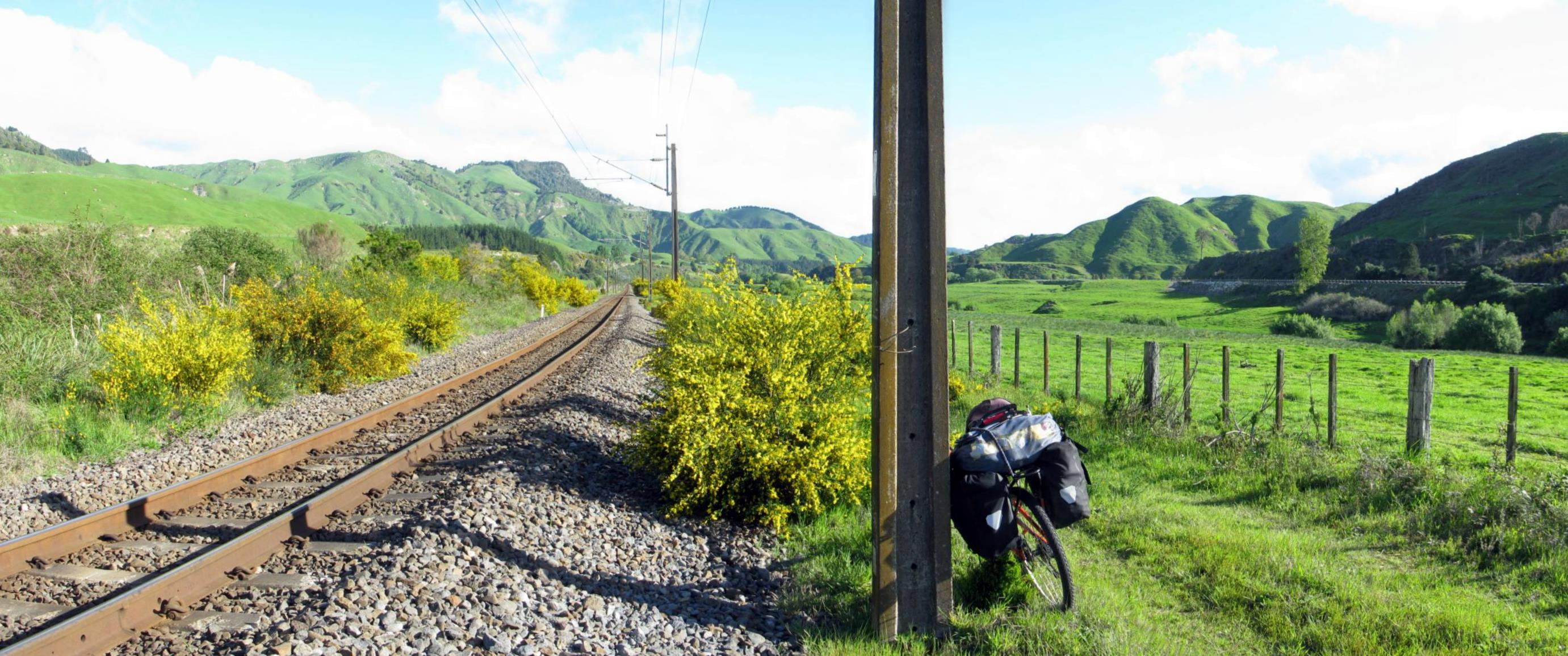
King Country

Das King Country ist eine landschaftliche Region im Westen der Nordinsel Neuseelands. Es dehnt sich etwa vom Kawhia Harbour  und der Gemeinde Otorohanga im Norden bis zum Oberlauf des Whanganui River im Süden aus. Die Hauhungaroa Ranges und Rangitoto Ranges bilden die Ostgrenze, westlich reicht die Region bis nahe an die Tasmansee.
Große Teile des Gebietes sind bewaldetes Hügelland. Dazu gehören unter anderem die Rangitoto und Hauhungaroa Ranges. Einige Regionen sind stark verkarstet und besitzen Höhlen wie die Waitomo Caves.

## Namensentstehung
Der Name King Country ist auf die Zeit der Neuseelandkriege in den 1860er Jahren zurückzuführen, als Kolonialtruppen in Waikato eindrangen und die Māori der Kīngitanga (engl.: King movement) sich nach Süden zurückzogen.
Das King Country ist keine Verwaltungseinheit. Es gehört zu den Regionen Waikato und Manawatu-Wanganui und den Distrikten Otorohanga, Ruapehu, Taupō und Waitomo.
Das Gebiet ist ländlich geprägt und dünn besiedelt. Es gibt keine größeren Städte. Die größten Ortschaften sind die Dienstleistungszentren Te Kūiti im Norden und Taumarunui im Süden.
Die Wirtschaft der Region basiert zu großen Teilen auf Weidewirtschaft und Forstwirtschaft und den zugehörigen Dienstleistern. Tourismus spielt in einigen Gebieten eine Rolle, so in Waitomo mit seinen Höhlen. Es gibt auch einige Schutzgebiete, unter ihnen der Pureora Forest Park.

## Sport
Die King Country Rugby Football Union hat einige bekannte Rugbyspieler hervorgebracht, die bei den All Blacks spielten: Bill Phillips, John McLean, Ron Bryers, Colin Meads, Stan Meads und Graham Whiting.

## Geschichte
Vor der europäischen Besiedelung wurde das Gebiet von verschiedenen Stämmen (iwi) der Māori bewohnt, unter ihnen die  Ngāti Maniapoto, Ngāti Tama, und Ngāti Tuwharetoa. Während der Neuseelandkriege kam es zur Invasion von britischen und Kolonialtruppen in Waikato. Die vom König Tāwhiao geführten Māori der Kīngitanga zogen sich in Richtung Süden zurück und siedelten sich in dem heutigen King Country an.
Zu dieser Zeit erhielt das Gebiet auch seinen alten Māori-Namen, Rohepotae. Dies wird mit „Gebiet des Hutes“ übersetzt und soll seinen Ursprung darin haben, dass Tāwhiao seinen weißen Hut auf eine große Karte der Nordinsel gelegt haben soll und erklärte, dass das von ihm bedeckte Land unter seinem Mana stände.
Nachdem die Kolonialregierung im Laufe des Krieges einen großen Teil des fruchtbaren Landes im Tal des Waikato River erobert hatte, beschloss man, die Kīngitanga sich selbst zu überlassen. Das gebirgige und arme Land war kein attraktives Eroberungsziel, die harten Kämpfe mit den Māori unter Gebirgsbedingungen und bei zunehmend angespannten Versorgungslinien von Auckland werden zu dieser Entscheidung beigetragen haben. Tāwhiao und seine Gefolgsleute konnten für mehr als ein Jahrzehnt eine Art Exilregierung aufrechterhalten und regierungsfeindlichen Māori einen Rückzugsort bieten.
1881 legte Tāwhiao die Waffen nieder und das Gebiet wurde 1883 nach Verhandlungen zwischen der Regierung und Wahanui, Rewi und Taonui auch für Europäer zugänglich. Erkundungen für Straßentrassen wurde vorgenommen. Für das gesamte Gebiet wurde ein Alkoholverbot verhängt; dieses hatte bis 1953 Bestand.
Etwa zu dieser Zeit begann die Kolonialregierung den Bau der Eisenbahn von Auckland nach Wellington in Angriff zu nehmen und man schickte Vermesser in das King Country, um eine geeignete Trasse zu suchen. Der Bau der Eisenbahn begann 1885 und wurde 1908 abgeschlossen. Damit verbesserten sich die Transportverbindungen für das King Country entscheidend, was Ansiedlungen und den Aufbau von Farmen förderte und zur Entstehung von Eisenbahnstädten wie Taumarunui führte.
Durch das 20. Jahrhundert war die Geschichte des King County dann weitgehend ereignislos.